# Fetgera blanca
La fetgera blanca o herba blanca (Parnassia palustris) és una herbàcia de la família de les parnassiàcies.

## Descripció
És un hemicriptòfit rizomatós, de 5-30 cm d'alçada, que produeix unes tiges floríferes erectes. Les fulles són de color verd pàl·lid i es disposen majoritàriament en roseta basal, són ovato-cordiformes i llargament peciolades. Només apareix una fulla caulinar, que és sèssil. Les tiges fan una sola flor terminal, amb un diàmetre d'uns 15-30 mm. Presenta un calze amb 5 sèpals persistents, lleugerament soldats a la base, i 5 pètals blancs amb nervis translúcids. Hi ha 5 estaminodis nectarífers, que acaben en 9-13 lacínies glanduloses de color groc. Els 5 estams són més grans que aquestes lacínies i tenen el filament de color blanc. El fruit és una càpsula que s'obre per 4 valves. Floreix de juliol fins a setembre. Aquesta espècie té una pol·linització entomògama.

## Hàbitat
És una planta pròpia de zones humides o semipantanoses com poden ser les pastures humides, molleres i fonts, des dels 500 als 2000 metres d'altura, preferentment en sòls calcaris (sòls dèbilment àcids; pH 4,5-7,5). Es troben, generalment, en zones eutrofes, solellades i un poc nitrificades.

## Distribució
Per tot Europa, però es va fent més rara com més al sud. A la península Ibèrica es troba pel nord, el centre i gran part de l'oest d'aquesta, arribant al seu límit sud en certes zones d'Almeria. Als Països Catalans habita en zones muntanyenques, com els Pirineus (Barcelona, Girona i Lleida) i algunes serralades del País Valencià (Castelló i València).
És una planta típica d'Escòcia i la flor del comtat de Cumberland i Sutherland.

## Galeria

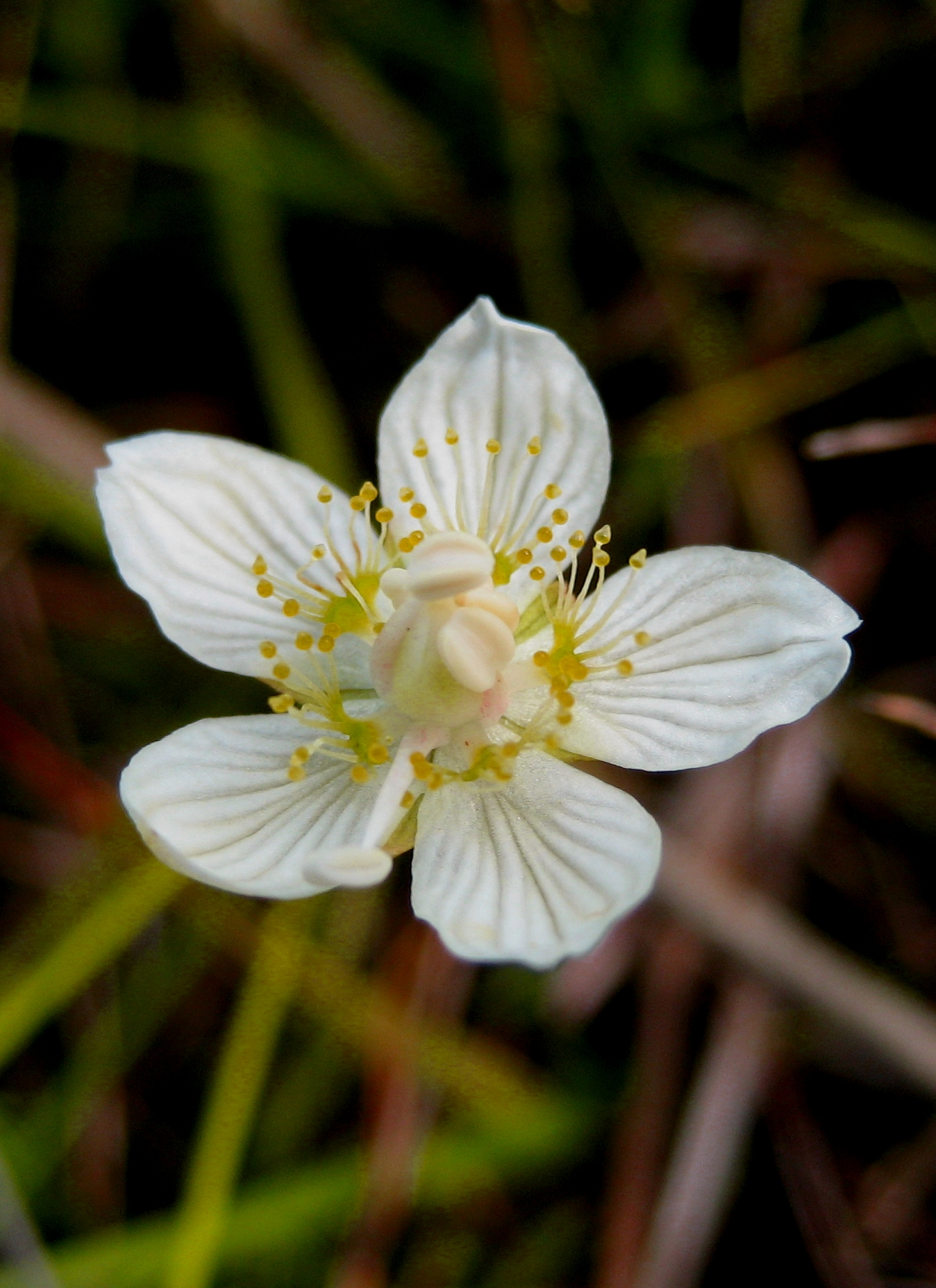
Detall de la flor.
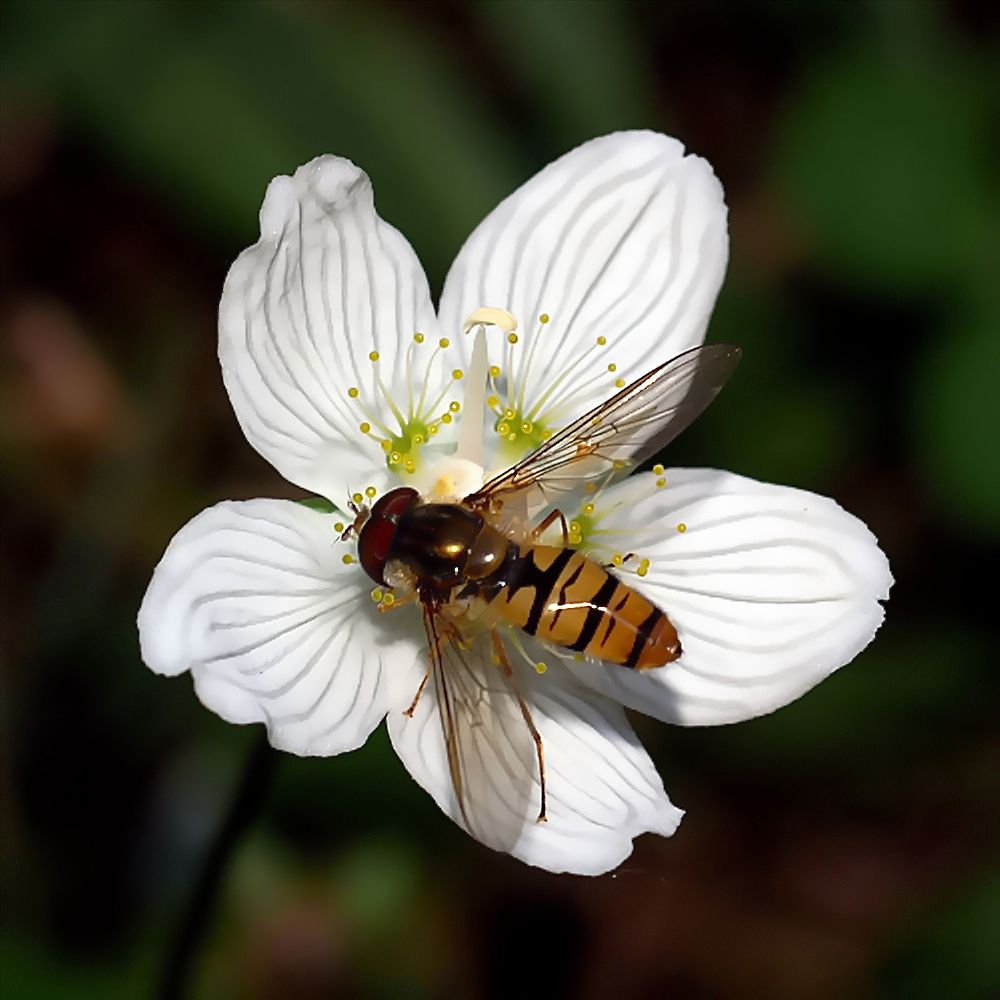
Fetgera blanca essent pol·linitzada per un sírfid (Episyrphus balteatus).
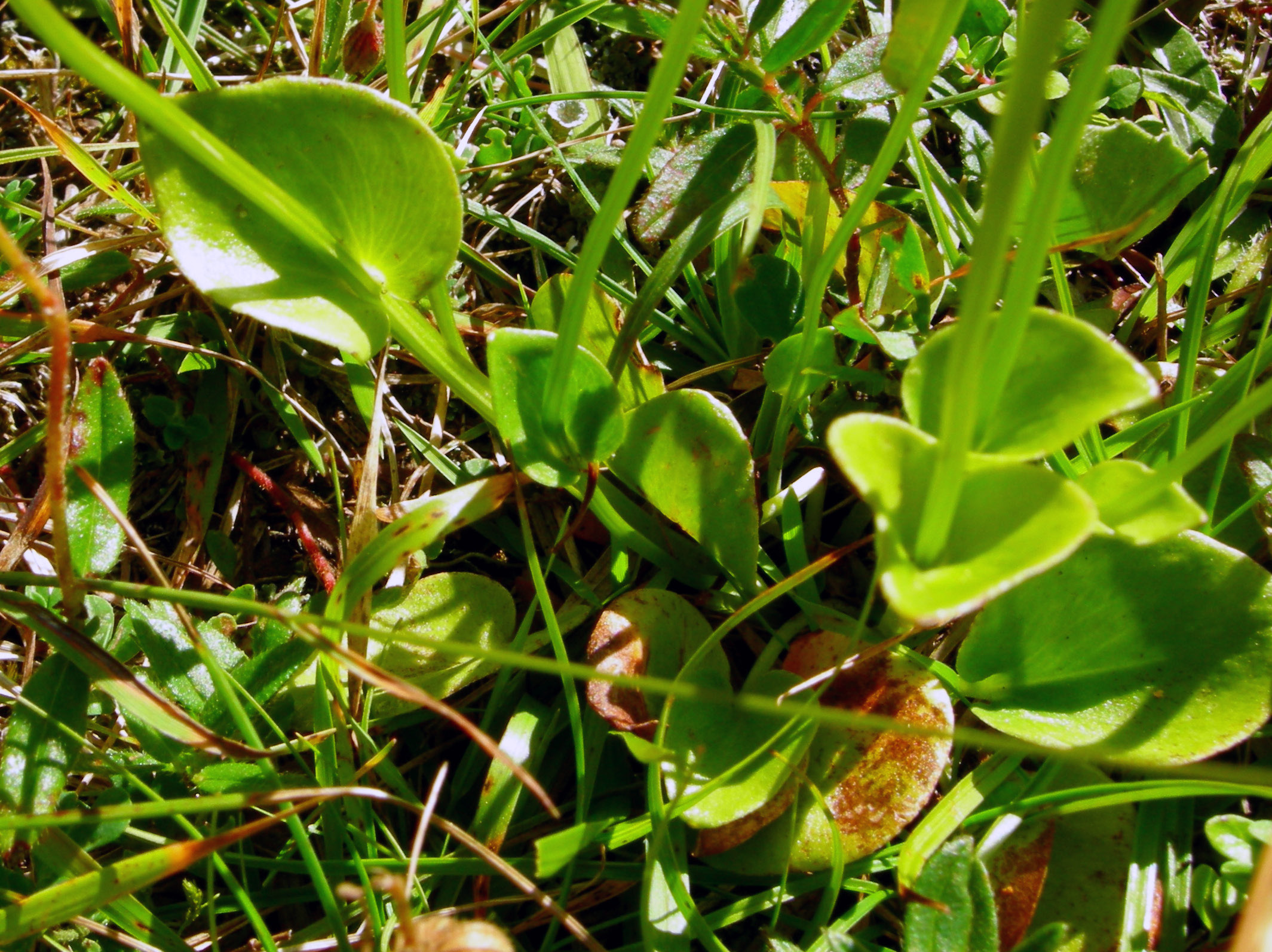
Fulles.
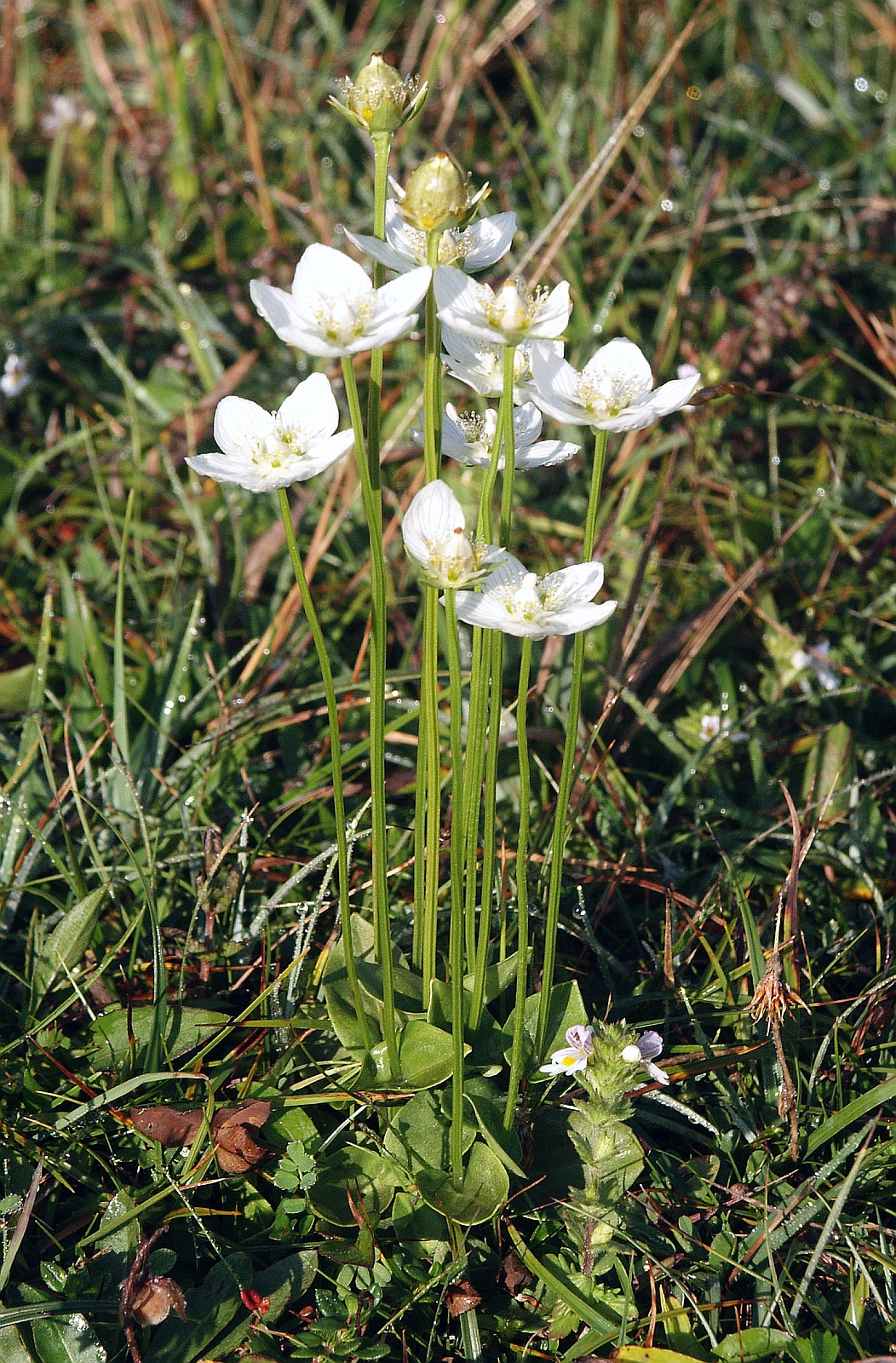
Fetgera blanca in situ, (Vilsalpsee, Àustria).
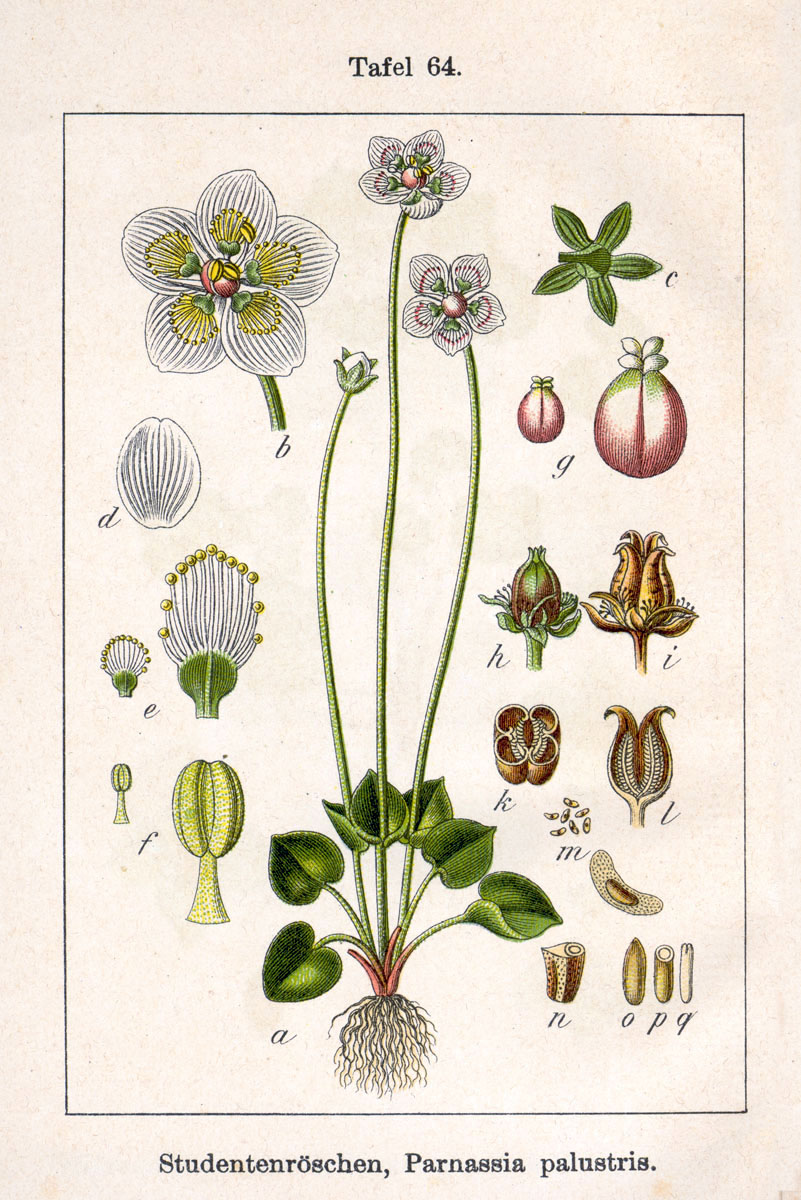
Il·lustració a: Jakob Sturm: "Deutschlands Flora in Abbildungen", Stuttgart (1796).